# György Kozmann
György Kozmann (Szekszárd, 23 marzo 1978) è un canoista ungherese.
Ha vinto una medaglia di bronzo alle Olimpiadi di Atene 2004 nel C2 1000 m in coppia con György Kolonics.

## Palmarès
- Olimpiadi

Atene 2004: bronzo nel C2 1000 m.
Pechino 2008: bronzo nel C2 1000 m.
- Mondiali

1999 - Milano: bronzo nel C4 1000 m.
2001 - Poznań: oro nel C4 1000 m e argento nel C4 500 m.
2003 - Gainesville: oro nel C4 200 m e bronzo nel C2 1000 m.
2005 - Zagabria: argento nel C2 500 m e bronzo nel C2 1000 m.
2006 - Seghedino: oro nel C2 1000 m e bronzo nel C2 500 m.
2007 - Duisburg: oro nel C2 500 m.
- Campionati europei di canoa/kayak sprint

Poznań 2000: oro nel C4 1000m.
Milano 2001: bronzo nel C2 200m e nel C4 1000m.
Seghedino 2002: oro nel C4 500m e nel C4 1000m.
Poznań 2004: oro nel C2 500m.
Poznań 2005: argento nel C2 1000m.
Pontevedra 2007: argento nel C2 1000m e bronzo nel C2 500m.
Milano 2008: argento nel C2 500m.